# Tefrit

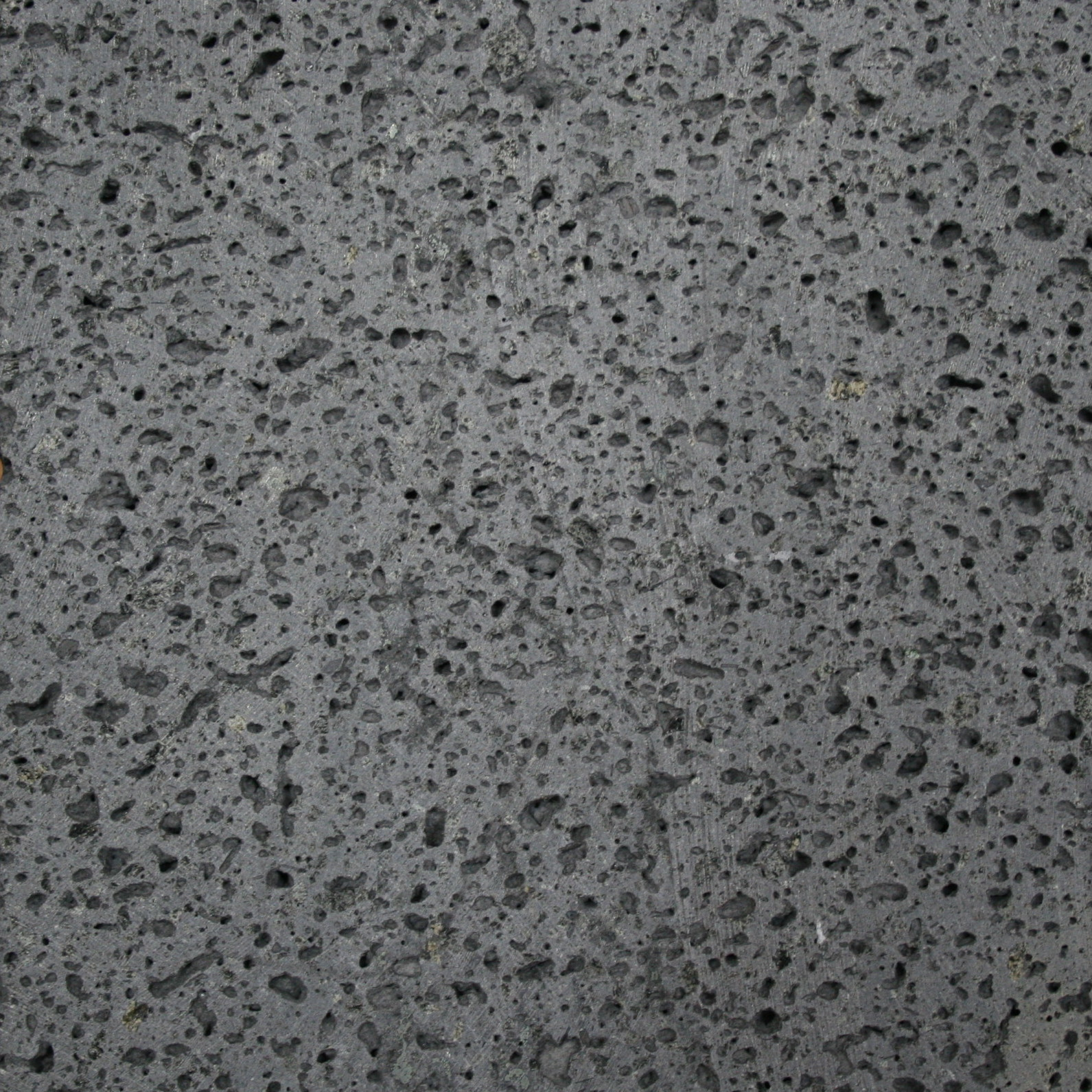
Leucitový tefrit, Mayen, Eifel

Tefrit je tmavošedá výlevná magmatická hornina. Patří k alkalickým horninám a jeho struktura bývá často porfyrická. Je podobný hornině zvané bazanit, ovšem na rozdíl od něj se vyznačuje nedostatkem olivínu.

## Složení
Tefrit je tvořen především živci (plagioklasy) a foidy (zástupci živců, kteří obsahují sodík nebo draslík a vznikají místo živců při nedostatku oxidu křemičitého v magmatu). Dalšími složkami jsou minerály augit a amfibol. Tefritické horniny se dále dělí podle druhu foidu.

## Výskyt
Tefrity jsou hojné v Českém středohoří. V této oblasti, kde tvoří zhruba 20 % všech vulkanitů, jsou zastoupeny především tefrity leucitové. Tefrity se vyskytují i na dalších místech České republiky. Například je jimi tvořen vrchol Ralska (698 m n. m.) u Mimoně v okrese Česká Lípa a také na Kunětické hoře u Pardubic lze mezi zdejšími horninami nalézt tefrity nefelínové. Co se týče dalších evropských lokalit, lze například uvést výskyt tefritů v římské vulkanické oblasti (Vesuv či Monte Somma).